# Pedro Cayco
Pedro S. Cayco (* 10. Mai 1932 in Malabon) ist ein ehemaliger philippinischer Schwimmer.

## Biografie
Bei den Olympischen Sommerspielen 1956 in Melbourne startete Cayco im Wettkampf über 100 Meter Rücken, schied allerdings bereits im Vorlauf aus.
Sein Bruder Jacinto Cayco war ebenfalls Schwimmer und nahm an den Olympischen Sommerspielen 1948 teil.